# Cydistomyia primitiva
Cydistomyia primitiva är en tvåvingeart som beskrevs av M. Josephine Mackerras 1962. Cydistomyia primitiva ingår i släktet Cydistomyia och familjen bromsar. Inga underarter finns listade i Catalogue of Life.